# Distretto di Tongzhou
Tongzhou (cinese semplificato: 通州区; cinese tradizionale: 通州區; mandarino pinyin: Tōngzhōu Qū) è un distretto di Pechino. 

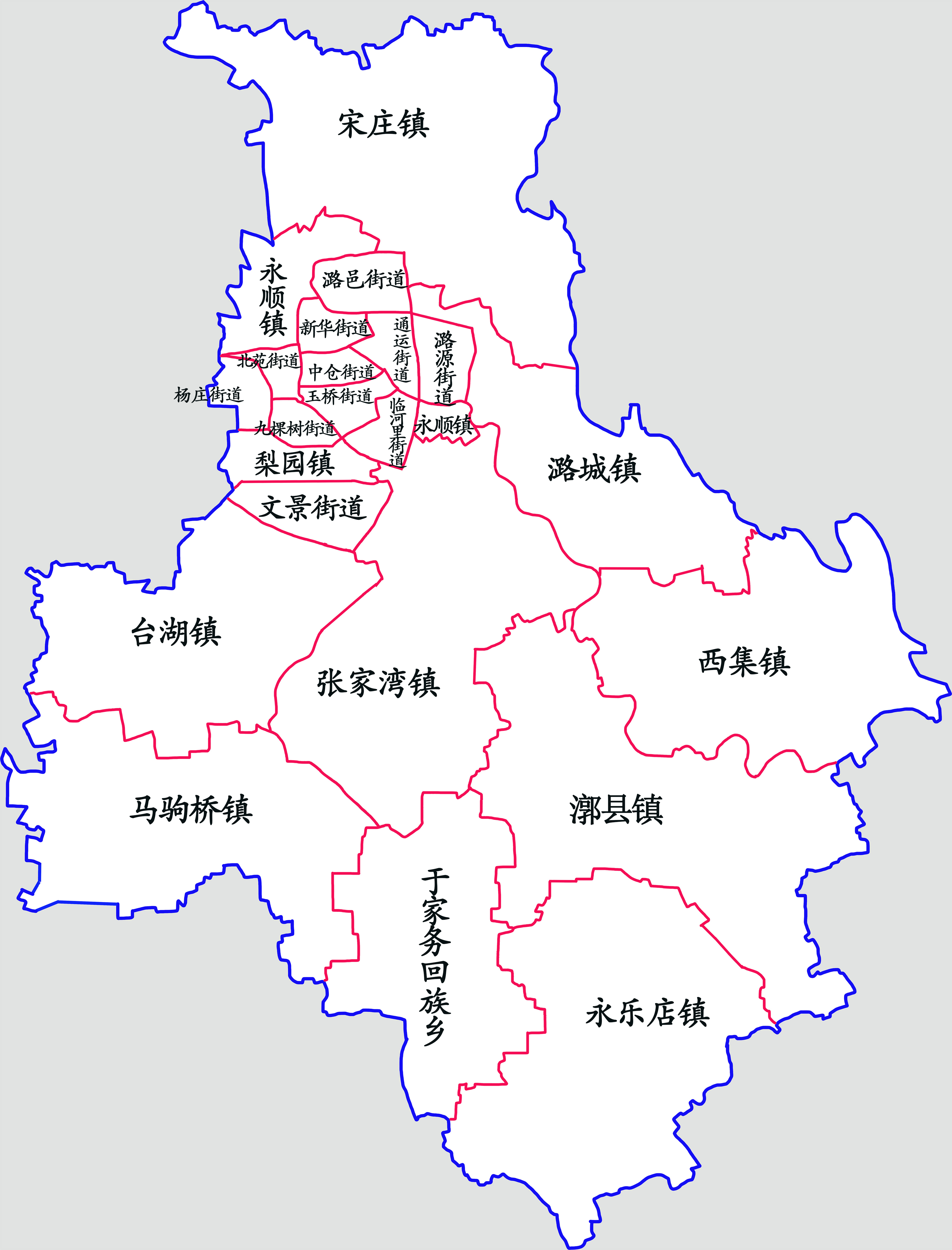
Comunità locali

 Ha una superficie di 906,28 km² e una popolazione di quasi due milioni di abitanti, in continua crescita essendo divenuto la sede di molti uffici distaccati del Comune di Pechino. Vi hanno aperto gli Universal Studios.